# Benevento Calcio
O Benevento Calcio, conhecido simplesmente como Benevento, é um clube de futebol italiano com sede na cidade de Benevento. Na temporada de 2023-24, ele jogará na Série C.
O clube foi fundado em 1929 e foi refundada várias vezes, a última em 2005 com o nome atual. Nas temporadas de 2015-16 e 2016-17, o clube alcançou os seus maiores sucessos, conseguindo primeiro o acesso à Serie B e posteriormente à Serie A, em ambos os casos pela primeira vez em sua história, representando um feito inédito na história do futebol italiano: nunca aconteceu de um time recém-promovido na Serie B fosse promovido à primeira divisão já na primeira temporada.

## História

### As origens
O futebol do Benevento nasceu em 6 de setembro de 1929, data da fundação da Società Sportiva Littorio Benevento, que jogava no Santa Maria degli Angeli (mais tarde denominado Meomartini) construído por Don Francesco Minocchia com a ajuda de jogadores de futebol residentes na cidade de Benevento e no bairro Libertà della città delle Streghe.
Em sua primeira década de vida, o Benevento conquistou os títulos da Terceira, Segunda e Primeira Categoria. Na temporada de 1934-35, o clube participou pela primeira vez da Serie C, fazendo um excelente torneio sendo guiado pelo técnico hungaro Armand Halmos.
Três anos depois, na temporada de 1938-39, eles venceram o "Targa Capocci" (torneio em que participaram 22 equipas), vencendo na final o Scafatese por 5-1.
Imediatamente após a guerra, a renomeada Associazione Calcio Benevento fez bons campeonatos na Serie C, sendo campeões na temporada de 1945-46 e ganhando a promoção para a Serie B, mas desistindo devido a problemas financeiros. Nas temporadas seguintes, os Giallorossi alcançaram as primeiras posições sem, contudo, obter a promoção.

### Dos anos 1950 aos 1970
Nos anos 50, destaca-se a figura folclórica de Oronzo Pugliese, que treinou a equipe em 1952. Depois de um ano, porém, o clube ficou sobrecarregado de dívidas e faliu. Os amadores do Sanvito Benevento, que tinham o vermelho-preto como cores e após sete anos chegaram à Serie C como o Benevento Sports Club, adotaram as cores vermelho e amarelo.
A equipe disputou a Serie C na temporada de 1960-61, terminando em quarto lugar, e a Serie D na temporada de 1961-62, onde permaneceram por três anos. Em 1965, a Polisportiva Benevento nasceu da fusão entre a Sportiva Benevento e a Fiamma Sannita. Em 1967, o clube voltou para a Serie D.
Após sete campeonatos consecutivos na Série D, em 1974, sob a presidência de Bocchino, ocorreu a volta a Série C, passando a disputar treze campeonatos consecutivos.

#### Temporada de 1975-76
Na temporada de 1975-76, o Benevento teve Pietro Santin no comando técnico. A equipe começou a temporada com onze vitórias (das quais nove consecutivas) e um empate, conquistando a liderança da classificação. A equipe não conseguiu o acesso a Serie B devido a um declínio na final, quando eles tiveram três empates seguidos e depois duas derrotas fora de casa que decretaram o fim do sonho do acesso. 
Nessa temporada, o Benevento participou da quinta edição da Taça Anglo-Italiana, competição realizada entre clubes ingleses e italianos na primavera de 1976, e foi eliminada na fase de grupos.

#### SSC Benevento e novo estádio
Na temporada de 1978-79, em conjunto com a reestruturação da Serie C, nasceu o Società Sportiva Calcio Benevento, e no ano seguinte foi inaugurado o Stadio Santa Colomba.

### Os anos oitenta
Sob a presidência do advogado Ernesto Mazzoni, auxiliado ocasionalmente por empresários locais, o SSC Benevento disputou nove campeonatos ininterruptos na Serie C1. Destacam-se o quinto lugar alcançado com a orientação técnica de Gastone Bean na temporada de 1981-82 e o sexto lugar com o técnico Francesco Liguori na temporada de 1983-84.
Após um primeiro rebaixamento em 1986, que foi seguido por uma repescagem milagrosa, o Benevento foi rebaixado para a Série C2 em 1987, apesar do excelente plantel de jogadores.
Após um rebaixamento para o Campeonato Interregional por problemas financeiros, o Benevento foi forçado a abandonar o futebol profissional. O resultado foi um campeonato inter-regional disputado por uma equipe composta em sua maioria por jogadores da região.

### Os anos noventa
O Sporting FC Benevento nasceu na temporada de 1990-91. O nome do novo clube foi escolhido pelos torcedores na sequência de uma enquete telefônica feita durante um programa de tv. A presidência ficou a cargo de Mário Peca, que não cumpriu as promessas, mas teve o mérito de despertar a paixão dos adeptos do Benevento. As cores clássicas sofreram uma nova variação com a adição do vermelho e prata, em homenagem ao brasão heráldico do Município de Benevento.
O Grupo I do Campeonato Inter-Regional foi vencido, mas o clube perdeu nos play-offs de promoção contra a Juve Stabia. Após a derrota, o clube foi adquirido por um grupo de empresários napolitanos que após um semestre, perante o total descontentamento e hostilidade dos torcedores, o venderam a família Cotroneo que trouxe de volta as tradicionais cores vermelhas e amarelas.

#### O retorno à Série C2

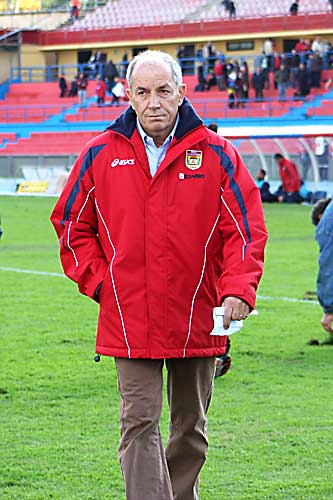
Luigi Boccolini, treinador da promoção à Série C2 na temporada de 1993-94

Depois de duas temporadas em que eles terminaram em oitavo e sexto lugar, o clube montou uma equipe de alto nível para a temporada de 1993-94, começando com o estimado Luigi Boccolini como treinador. Liderado por uma formidável dupla de ataque formada por Nicola D'Ottavio e Silvio Paolucci, o Benevento venceu o torneio com oito pontos de vantagem e garantiu o retorno à Serie C2 após cinco temporadas.
Na temporada de 1994-95, com o retorno aos torneios profissionais, o elenco teve algumas adições. A equipe, apesar de não brilhar, conquistou a terceira colocação, empatada com o Savoia, que lhe valeu a qualificação para os playoffs pela primeira vez na história. A equipe de Boccolini foi imediatamente eliminada pelo Savoia (2-0 e 3-3).
A temporada seguinte, 1995-96, foi particularmente conturbada e culminou com a salvação do rebaixamento sendo conquistada na última partida.
Em 1996-97, a equipe comandada por Massimo Silva começou muito bem o campeonato mas acabou perdendo a liderança para o Battipagliese. Classificado em segundo lugar, Benevento foi para os playoffs como favorito. No entanto, depois de eliminar o Catanzaro nas semifinais, eles foram derrotados na final pelo Turris.
Na temporada seguinte, 1997-98, o clube fortaleceu ainda mais o elenco. Num campeonato muito equilibrado, o Benevento não encontrou oportunidade de vencer o torneio diretamente, tendo que tentar novamente a promoção através dos playoffs. Como na temporada anterior, após eliminar o Sora, a equipe cedeu na final: derrota para o Crotone por 2-1. Foi o último jogo da família Cotroneo que vendeu o controle do clube a Renato Pedicini.

#### O retorno à Série C1
Na temporada de 1998-99, a equipe comandada por Francesco Dellisanti terminou na quarta colocação e se classificou para os playoff. Depois de eliminar o Catanzaro, o Benevento chegou à final pelo terceiro ano consecutivo. Em 13 de junho de 1999, no Stadio Via del Mare, em Lecce, a equipe derrotou o Messina por 2-1. O gol de Rosario Compagno deu ao clube seu primeiro triunfo em uma liga profissional e um retorno à Série C1 após doze temporadas.

### Anos 2000
O Benevento disputou seis campeonatos consecutivos da Serie C1, da temporada 1999-2000 à temporada 2004-05.
Nas duas primeiras temporadas da década, os Giallorossi ficaram em décimo segundo e conseguiram permanecer na divisão na última rodada, graças a duas vitórias em casa por 2-1 (em 1999-2000 contra o Arezzo; em 2000-01 contra o Fidelis Andria).
Na temporada de 2001-02, o Benevento ficou em décimo quarto lugar e a salvação veio apenas após os playoffs contra o Nocerina.
Na temporada de 2003-04, os Samnites chegaram aos playoffs de promoção após uma longa recuperação. Na semifinal, eles perderam para o Crotone por 3-2 no agregado.

#### Falência e o retorno à Série C2
Na temporada de 2004-05, os Samnites ficaram em oitavo lugar no campeonato, tendo lutado até o final por uma vaga nos playoffs de promoção. No entanto, devido as graves inadimplências fiscais que surgiram, o clube foi rebaixado para a Série C2. Assim foi escrita a palavra final do capítulo do Sporting Futebol Clube.
No verão de 2005, foi fundada a sociedade anônima Benevento Calcio, dirigida por um empresário de Biella, Older Tescari.
Na Série C2 de 2005-06, o time estava em queda livre na classificação e fora da área de playoff, quando foi comprado pelos irmãos Ciro e Oreste Vigorito. O clube conseguiu terminar em quarto lugar, mas foi eliminado na semifinal dos playoffs pelo Sansovino.
Na temporada de 2006-07, a equipe começou a Serie C2 com o técnico Danilo Pileggi, mas após apenas onze pontos em nove jogos, ele foi substituído por Gianni Simonelli. Os Samnites conseguiram recuperar os pontos e ficaram apenas um ponto atrás dos líderes. Nos playoffs de promoção, depois de superar o Monopoli, o Benevento perdeu para o Potenza.

#### O retorno à Série C1
Na temporada de 2007-08, a equipe de Simonelli teve uma vida fácil e venceu o campeonato com nove pontos à frente do segundo colocado e dando à cidade um retorno à Serie C1. Nesta temporada, o Benevento pela primeira vez na sua história também chegou à final da Coppa Italia Serie C, mas foi derrotado pelo Bassano Virtus por 6-1 no agregado.
Nas temporadas seguintes, o clube fez contratação caras visando a promoção à Serie B. Os irmãos Vigorito logo demonstram uma habilidade gerencial de alto nível, investindo muito no setor juvenil e nas estruturas do clube.
Na temporada de 2008-09, o clube lutou pela promoção direta até a última rodada mas não conseguiu por apenas um ponto. Nos playoffs, a equipe venceu o Foggia mas foi eliminado pelo Crotone.
A temporada de 2009-10 foi conturbada para o Benevento. A equipe teve várias mudanças técnicas: o técnico Leonardo Acori foi demitido na 17 rodada por Andrea Camplone mas foi chamado de volta na 31 rodada. No último mês, a equipe conquistou dez pontos que os levaram para os playoffs. A equipe acabou sendo eliminado pelo Varese.

### Anos 2010

#### Os altos e baixos na Série C
A temporada de 2010-11 começa com uma novidade, a nomeação do treinador Agatino Cuttone. Depois de somar apenas quatro pontos, a equipe teve uma sequência de sete vitórias e três empates que lhes renderam o segundo lugar. No entanto, as últimas três partidas do primeiro turno viram a equipe de Cuttone em dificuldades, ele foi demitido quando a equipe estava a sete pontos da líder Nocerina. Nem mesmo o novo treinador, Giuseppe Galderisi, conseguiu dar uma marcha a mais e o campeonato terminou com o Benevento na segunda posição, a 11 pontos do líder. Tal como no passado, a equipa foi eliminada nos playoffs: a Juve Stabia venceu por 2-1 no agregado. A citada temporada será especialmente lembrada pelo falecimento do CEO, Ciro Vigorito, ocorrida no dia 26 de outubro de 2010. A nomeação do estádio em homenagem ao falecido gestor ocorreu por resolução da Câmara Municipal sete dias após sua morte.
A temporada de 2011-12, que viu o Benevento começar pela primeira vez com uma punição (seis pontos que foram reduzidos depois a dois), começa com o regresso de Gianni Simonelli, que foi substituído depois por Carmelo Imbriani. O Benevento terminou o campeonato na sexta posição, perdendo assim a oportunidade de participar dos playoffs.
Na temporada de 2012-13, o treinador Imbriani foi forçado a renunciar ao cargo por motivos graves de saúde, dando lugar ao seu auxiliar Jorge Martínez. Após maus resultados alcançados (três vitórias e quatro derrotas), ele pediu demissão. No lugar do técnico uruguaio, o clube contratou Guido Ugolotti mas ele durou apenas 12 rodadas, dando lugar a Guido Carboni. Após perder por 2-0 para o Pisa na penúltima rodada do campeonato, o Benevento perdeu o acesso aos playoffs desta temporada.
A temporada de 2013-14 começa com Carboni no comando da equipe, que visava ao menos se classificar para os playoffs de promoção à Serie B. Após um início difícil, o treinador foi demitido em 20 de janeiro de 2014. Em seu lugar entra Fabio Brini, que levou o Benevento aos playoffs, após ter terminado o torneio na sétima colocação. A equipe eliminou o Catanzaro mas foram derrotados pelo Lecce.
A temporada de 2014-15 começa com a confirmação de Brini como técnico da equipe. A equipe terminou a temporada em segundo lugar com 76 pontos, ganhando o direito de participar dos playoff, onde foram eliminados nas quartas-de-final pelo Como.

#### Da Serie C para a Serie A

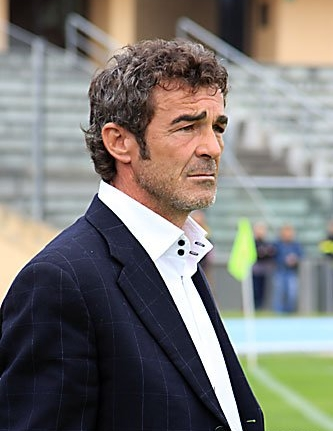
Gaetano Auteri, treinador da promoção à Série B na temporada 2015-16

Na temporada de 2015-16, Oreste Vigorito deixou a presidência do clube e foi substituído por Fabbrocini-Pallotta. A equipa comandada por Gaetano Auteri ficou invicta por dezoito jogos e ao vencer o Lecce por 3-0 na penúltima rodada conseguiu uma promoção histórica para a Serie B.
Diante da temporada de 2016-17 da Serie B, Vigorito retomou o comando do clube, que sofreu uma penalidade por pendência econômica. A equipe terminou o campeonato em uma surpreendente quinta colocação. A colocação é válida para o acesso aos playoffs, onde o time eliminou o Spezia (preliminares), o Perugia (semifinal) e o Carpi (final).
O Benevento é, portanto, o quarto clube da Campânia a obter a promoção à Serie A (depois de Napoli, Salernitana e Avellino), bem como o primeiro, em toda a história do futebol italiano, a alcançar a primeira divisão no ano de estreia na Serie B. O idealizador do feito foi o técnico Marco Baroni, que a direção havia contratado no verão de 2016.

#### 2017-2018: Estreia na Serie A
A temporada de 2017-18 da Serie A revelou-se muito difícil para o Benevento: desde a estreia, em 20 de agosto, até 22 de outubro a equipa sofreu nove derrotas consecutivas. Baroni foi demitido em 23 de outubro de 2017 e foi substituído por Roberto De Zerbi, que em novembro piorou o recorde para quatorze derrotas consecutivas desde o início do torneio. Em dezembro, a equipe conquistou o seu primeiro ponto na primeira divisão, empatando com o Milan graças a um gol do goleiro Alberto Brignoli feito nos acréscimos do segundo tempo. Em seguida, a equipe conseguiu a sua primeira vitória na Serie A, derrotando o Chievo. O segundo turno viu a equipe alternando inúmeras derrotas com alguns sucessos. Eles acabaram sendo rebaixados com 4 jogos ainda a disputar.

#### Entre a Serie B e a Serie A
Para o campeonato da Série B de 2018-19, o presidente Vigorito confia o time ao técnico Cristian Bucchi. A equipe terminou em quarto lugar na temporada, se classificando para as semifinais dos playoffs. Eles foram eliminados pelo Cittadella por 5-1 no agregado.
Para a temporada de 2019-20 da Serie B, Bucchi foi substituído por Filippo Inzaghi. A equipe imediatamente subiu ao topo da classificação da Serie B e se manteve firme, acumulando uma grande vantagem sobre seus perseguidores e batendo vários recordes antes da suspensão do campeonato devido à pandemia de COVID-19. Na retomada da temporada, o Benevento conquistou o título do campeonato e foi promovido à Serie A com sete rodadas de antecedência, igualando assim o recorde do Ascoli de 1977-78.
O campeonato da Serie A de 2020-21 viu o Benevento fechar o primeiro turno com 22 pontos. Porém, um colapso no segundo turno, em que os samnitas conquistam apenas uma vitória, os levou ao rebaixamento para a Serie B.

## Temporada 2016-2017
Na temporada 2016-2017, a primeira na Série B, o Benevento fez investimentos razoáveis para disputar o torneio. Trouxe vários jogadores por empréstimo e confiou em nomes experientes, bem como em vários jogadores estrangeiros. Dirigido por Marco Baroni, campeão nacional com o Napoli em seus tempos de jogador, a estréia giallorossi foi com uma vitória por 2-0 em casa contra o SPAL, com gols de George Amato Ciciretti e Puşcaş.
A primeira temporada na Serie B termina com um excelente quinto lugar empatado com Perugia, indo, assim, disputar o acesso à Série A pelos playoffs.
Nos playoffs, o Benevento bate o Spezia por 2-1 com gols de Fabio Ceravolo e George Puscas. Após eliminar o Spezia, o Benevento surpreendeu o Perugia nas semifinais. Ganhou em casa (1x0), e garantiu o empate fora, classificando-se assim, para a final contra o Carpi. Depois do 0-0 na casa do adversário, Benevento vence o jogo de volta, no Estádio Ciro Vigorito, por 1x0 e conquista, pela primeira vez em sua história, a promoção para a Série A.

## Ligações Externas
- Site Oficial (em Italiano)
- Site da Serie A do Campeonato Italiano (em Italiano)